# 高郵湖

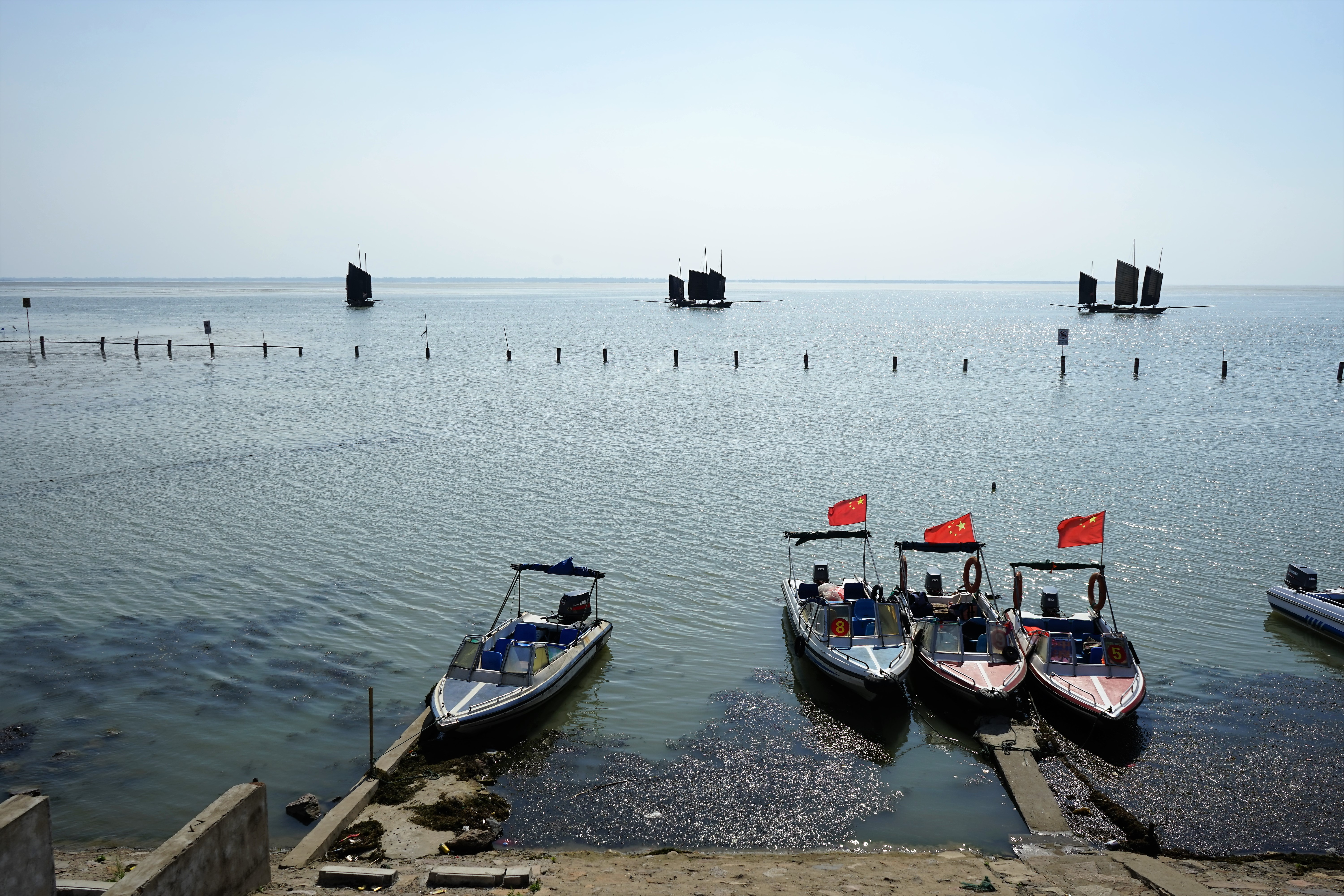

高郵湖（こうゆう-こ、中国語: 高邮湖、拼音: Gāoyòu Hú）は、別名 璧瓦湖、珠湖とも呼ばれ、中国江蘇省揚州市高郵市、淮安市金湖県、安徽省天長市の境界に位置する人造湖。水域の総面積は760.67平方キロメートル(高郵市の面積は392.82平方キロメートルで、総面積の55.32%を占めている。天昌市は40%)、水位が5.55メートル、水面積は648平方キロメートル、葦灘と堤防の面積は112.67平方キロメートルである。
現在、淮河水系の一部となっており、淮河は高郵湖を南下して長江と海に注いでいる。
高郵湖は、江蘇省で3番目に大きな湖である。
湖内の主な生物はカニ類、アオウオ、マガモなどとなっている。

## 名称の由来
宋の時代、運河の水量を増やすために堤防が築かれ、1368年（洪武元年）に高郵湖という名称が登場した。沈括の『夢渓筆談』には、嘉祐時代（1056年 - 1063年）の中頃に高郵湖に真珠が出現したので、珠湖とも呼ばれるようになったと記されている。

## 参考
1. ↑  “温情一刻！高邮湖湿地寿带鸟携子入镜”. 央视网 (2020年1月10日). 2022年3月24日時点のオリジナルよりアーカイブ。2022年3月25日閲覧。
2. 1 2  “太湖、洪泽湖和高邮湖是江苏省境内面积最大的三个湖泊”. 搜狐网 (2021年6月19日). 2022年3月25日時点のオリジナルよりアーカイブ。2022年3月25日閲覧。
3. ↑  沈括. “卷二十一”. 夢溪筆談. "嘉祐中，揚州有一珠，甚大，天晦多見。初出於天長縣陂澤中，後轉入甓社湖，又後乃在新開湖中，凡十餘處，居民行人常常見之。余友人書齋在湖上，一夜忽見其珠，甚近。初微開其房，光自吻中出。如橫一金線。俄頃忽張殼，其大如半席，殼中白光如銀，珠大如拳，爛然不可正視。"